# Терентьев, Борис Михайлович (композитор)
Борис Михайлович Терентьев (15 [28] января 1913, Одесса, Херсонская губерния — 17 апреля 1989, Москва) — советский композитор; заслуженный деятель искусств РСФСР (1965), народный артист РСФСР (1982).
Автор нескольких опер и оперетт, а также более 200 песен.

## Биография
Родился 15 января (28 января по новому стилю) 1913 года в Одессе.
Музыке начал обучаться в Киевской консерватории (ныне Национальная музыкальная академия Украины имени П. И. Чайковского) по классу фортепиано у профессора Г. Н. Беклемишева. Окончив консерваторию в 1931 году, начал заниматься сочинением музыки, решив, что композиция является его призванием. Уехал в Москву и поступил в Московскую консерваторию, где его учителем был Р. М. Глиэр. Уже занимаясь в консерватории, начал писать романсы, сонаты для фортепиано и симфонии. Борис Терентьев быстро вошёл в консерваторскую среду, где в числе его друзей стали А. Хачатурян, Т. Хренников, В. Мурадели, Б. Мокроусов.
Окончив Московскую консерваторию в 1937 году, музыкант уже имел опыт композиторской работы. В 1937—1939 годах он был музыкальным руководителем Центральной студии документальных фильмов. В 1939—1940 годах он работал консультантом Московского репертуарного комитета. 
С началом Великой Отечественной войны Терентьев добровольцем пошёл в Красную армию и вместе с композитором Евгением Жарковским был направлен в Политуправление Северного флота. Установив контакт с поэтами, находившимися на Северном флоте, среди которых были А. Жаров, Я. Родионов, Н. Флёров и другие, Терентьев включился в работу флотских ансамблей: писал для них песни и хоры, сочинял музыку для спектаклей флотского театра. Не единожды он бывал на боевых кораблях, что наполняло его песни конкретным содержанием, которые звучали на кораблях, печатались на страницах флотских газет, выходили листовками. В грозные годы войны среди новых советских песен были и написанные Б. М. Терентьевым, в большинстве своём посвященные морякам: «Это в бой идут матросы», «Тельняшка», «Слава морякам», «Расставание», «Два моряка».
Вернувшись в 1945 году в Москву, композитор включился в творческую и общественную работу Союза композиторов СССР: выступал с авторскими концертами, принимал участие в проведении смотров и фестивалей художественной самодеятельности. Сохранив связь с армией и флотом, выезжал в части и на корабли, стал председателем военно-шефской комиссии Союза композиторов. Член КПСС с 1945 года. Сотрудничал с поэтом-песенником Михаилом Рудерманом, с ним написал песни «Молодая рота», «Старшина», «Я море люблю».
В 1948—1950 годах он был ответственным секретарём секции массовых жанров Союза композиторов СССР. В 1963—1979 годах — председателем правления Музфонда СССР. С 1975 года — секретарь правления Союза композиторов РСФСР, а с 1979 года — председатель правления Московской организации Союза композиторов РСФСР и секретарь правления Союза композиторов СССР.
Борис Терентьев пробовал свои силы в жанре оперы и оперетты — им создано несколько произведений, ставившихся на сценах советских театров, в их числе: оперетты — «Верное средство» (текст Е. Шатуновского), «Камень счастья» (текст В. Крахта) и «Первая ласточка» (текст В. Винникова и В. Крахта) и оперы — «Максимка» (детская, 1976), «Братишка» (1978).
Умер 16 апреля 1989 года в Москве. Похоронен на Кунцевском кладбище.

## Награды
- Орден Трудового Красного Знамени (1971)
- Орден Отечественной войны II степени
- Орден Дружбы Народов (1980) — за большую работу по подготовке и проведению Игр XXII Олимпиады[3]
- Орден Красной Звезды
- Народный артист РСФСР (1982)
- Заслуженный деятель искусств РСФСР (1965)
- Лауреат серебряной медали им. А. В. Александрова[4].

## Творчество
- 1970 — Светофор
- 1975 — Ау-у! — новелла «И подъехали к избе сваты… Или похождения писателя Сени в поисках слова затаённого»

### Песни
- Пусть дни проходят (И. Финк) (тема ушла в народ, см. также «Баксанская»)
- С Москвой однажды встретишься (В. Харитонов)
- Я море люблю (М. Рудерман)
- Два моряка